# Omen (singel The Prodigy)
Omen – singel z albumu Invaders Must Die zespołu The Prodigy. Utwór ten został wydany 16 lutego 2009 za sprawą wytwórni Take Me To The Hospital i jest drugim singlem z tej płyty. Dostępny w Internecie w wersji oryginalnej oraz zremiksowany.